# Eleições legislativas de Israel em 1965
As eleições legislativas de Israel em 1965 foram realizadas a 2 de Novembro e serviram para eleger os 120 deputados para a sexta legislatura do Knesset.
A coligação Alinhamento, liderada pelo partido hegemónico de centro-esquerda Mapai, venceu as eleições ao obter perto de 37% dos votos e 45 deputados. 
O Alinhamento iria formar inicialmente um governo de coligação com partidos religiosos, de minoria árabe e liberais mas, com o eclodir da Guerra dos Seis Dias, iria ser formado um governo de unidade nacional com o partido de centro-direita Gahal.

## Resultados Nacionais
| Partido                                                                       | Partido                         | Votos     | %             | +/-   | Deputados | +/-     |
| ----------------------------------------------------------------------------- | ------------------------------- | --------- | ------------- | ----- | --------- | ------- |
|                                                                               | Alinhamento                     | 443 379   | 36,7 / 100,0  | 4,6   | 45 / 120  | 5       |
|                                                                               | Gahal                           | 256 957   | 21,3 / 100,0  | 6,1   | 26 / 120  | 8       |
|                                                                               | Partido Nacional Religioso      | 107 966   | 8,9 / 100,0   | 0,9   | 11 / 120  | 1       |
|                                                                               | Rafi                            | 95 328    | 7,9 / 100,0   | Novo  | 10 / 120  | Novo    |
|                                                                               | Mapam                           | 79 985    | 6,6 / 100,0   | 0,9   | 8 / 120   | 1       |
|                                                                               | Liberais Independentes          | 45 299    | 3,8 / 100,0   | Novo  | 5 / 120   | Novo    |
|                                                                               | Agudat Israel                   | 39 795    | 3,3 / 100,0   | 0,4   | 4 / 120   | Estável |
|                                                                               | Nova Lista Comunista            | 27 413    | 2,3 / 100,0   | Novo  | 3 / 120   | Novo    |
|                                                                               | Progresso e Desenvolvimento (a) | 23 430    | 1,9 / 100,0   | 0,3   | 2 / 120   | Estável |
|                                                                               | Poalei Agudat Israel            | 22 066    | 1,8 / 100,0   | 0,1   | 2 / 120   | Estável |
|                                                                               | Cooperação e Fraternidade (a)   | 16 464    | 1,3 / 100,0   | 0,3   | 2 / 120   | Estável |
|                                                                               | HaOlam HaZeh – Koah Hadash      | 14 124    | 1,2 / 100,0   | Novo  | 1 / 120   | Novo    |
|                                                                               | Partido Comunista de Israel     | 13 617    | 1,1 / 100,0   | 3,1   | 1 / 120   | 4       |
|                                                                               | Outros                          | 20 905    | 1,8 / 100,0   |       | 0 / 120   |         |
| Votos Inválidos                                                               | Votos Inválidos                 | 37 978    | 3,1 / 100,0   | 0,2   |           |         |
| Total                                                                         | Total                           | 1 244 706 | 100,0 / 100,0 |       | 120 / 120 |         |
| Eleitorado/Participação                                                       | Eleitorado/Participação         | 1 499 988 | 83,0 / 100,0  | 1,4   |           |         |
| Fonte                                                                         | Fonte                           | [ 2 ]     | [ 2 ]         | [ 2 ] | [ 2 ]     | [ 2 ]   |
| (a) Partidos satélites do Alinhamento, que representavam os Árabes Israelitas |                                 |           |               |       |           |         |